# Cámara rápida
La técnica de cámara rápida (en inglés time-lapse) es una técnica fotográfica muy popular usada en cinematografía y fotografía para mostrar diferentes motivos o sucesos que por lo general suceden a velocidades muy lentas e imperceptibles al ojo humano. El efecto visual que se logra en cámara rápida consiste en que todo lo que se haya capturado se mueva muy rápidamente, como puede ser el movimiento de las nubes, la apertura de una flor, una puesta de sol, etc. 

## Realización
Existen dos métodos base para la realización de vídeos con la técnica de cámara rápida:
- Se filman varias secuencias de vídeo con una cámara, para posteriormente acelerarla en cualquier programa de edición de vídeo (posproducción).
- Se capturan varias fotografías o imágenes fijas a determinados intervalos de tiempo y en la postproducción se unen y se les asigna una velocidad específica. De esta forma se logra el efecto de cámara rápida.

Tomando en cuenta lo anterior, en la posproducción se pueden emplear libremente diferentes velocidades de fotogramas por segundo (FPS) para crear la ilusión de cámara rápida de acuerdo a las necesidades de cada quien o del efecto que se quiera mostrar. Las siguientes son frecuencias de fotograma de algunos de los sistemas más conocidos:
- Cine mudo: 16–18 FPS
- Cine actual: 24 FPS
- Televisión, normas europeas (PAL & SECAM): 25 FPS
- Televisión, norma estadounidense (NTSC): 30 FPS

## Usos
Esta técnica tiene múltiples usos cinematográficos y fotográficos, así como en multimedia, entre los que destacan:
- Mostrar sucesos cuya duración es por lo general muy larga como una puesta de sol, el movimiento de las nubes, el florecimiento de las plantas, la germinación de las semillas, etc.
- Realización de efectos especiales en cine. En películas, series o videoclips musicales se muestra al personaje central de la acción a velocidad normal, mientras el fondo se mueve a velocidades superiores.
- Trabajos de carácter artístico.